# Chersotis asiatica
Chersotis asiatica är en fjärilsart som beskrevs av Leo Schwingenschuss 1938. Chersotis asiatica ingår i släktet Chersotis och familjen nattflyn. Inga underarter finns listade i Catalogue of Life.